# 독일 연방상원
독일 연방상원(獨逸聯邦上院, 독일어: deutscher Bundesrat 도이체 분데스라트[*])은 독일 연방 공화국의 헌법 기관의 하나로, 이를 통하여 독일의 16개 연방주들이 입법과정, 연방의 운영 그리고 유럽 연합 관련 사항들에 공동 작용한다. 연방상원, 연방하원, 연방대통령, 연방내각, 연방헌법재판소로 이루어진 독일의 5대 헌법기관 중 하나다.

## 구성
연방상원 의원은 직접선거로 선출하지 않고, 독일의 16개 연방주에서 파견한 주정부의 대표(주정부의 각료나 공무원)들로 구성한다.
2015년 현재 총원은 69명으로, 주별 상원 의원 수는 인구 200만 명 미만인 주는 각 3명(4개 주), 인구 200만 명 이상 ~ 500만 명 미만인 주는 각 4명(7개 주), 인구 500만 명 이상 ~ 700만 명 미만인 주는 5명(1개 주), 인구 700만 명 이상인 주는 각 6명(4개 주)이다.

## 기능
독일의 모든 법률은 국민이 직접 선출한 연방의회가 제정하지만, 각 주의 이익에 관계된 재정 및 행정 분야의 입법이나 독일 기본법에 영향을 미치는 법안에 대해서는 독일 연방상원에 거부권이 있으며, 이러한 법안은 연방상원이 동의해야 통과된다.
이러한 방식으로 독일의 연방주들은 국가 전체의 의사 형성에 자기들의 이해를 반영한다.

## 같이 보기
- 독일 연방의회